# Борисов, Борис (борец)
Борис Борисов (род. 7 июля 1984) — болгарский самбист и дзюдоист, чемпион и призёр чемпионатов Болгарии по дзюдо, призёр чемпионата Балканских стран по дзюдо, призёр чемпионатов Европы по самбо, чемпион и призёр чемпионатов мира по самбо. На соревнованиях по самбо выступал в лёгкой весовой категории (до 62 кг). По состоянию на 2020 год являлся директором государственной спортивной школы «Генерал Владимир Стойчев».

## Выступления на чемпионатах Болгарии по дзюдо
- Чемпионат Болгарии по дзюдо 2004 года — ;
- Чемпионат Болгарии по дзюдо 2005 года — ;
- Чемпионат Болгарии по дзюдо 2006 года — ;
- Чемпионат Болгарии по дзюдо 2008 года — ;
- Чемпионат Болгарии по дзюдо 2009 года — ;
- Чемпионат Болгарии по дзюдо 2010 года — ;
- Чемпионат Болгарии по дзюдо 2011 года — ;
- Чемпионат Болгарии по дзюдо 2012 года — ;
- Чемпионат Болгарии по дзюдо 2014 года — ;